# 圣玛利亚玛达肋纳堂 (弗罗茨瓦夫)

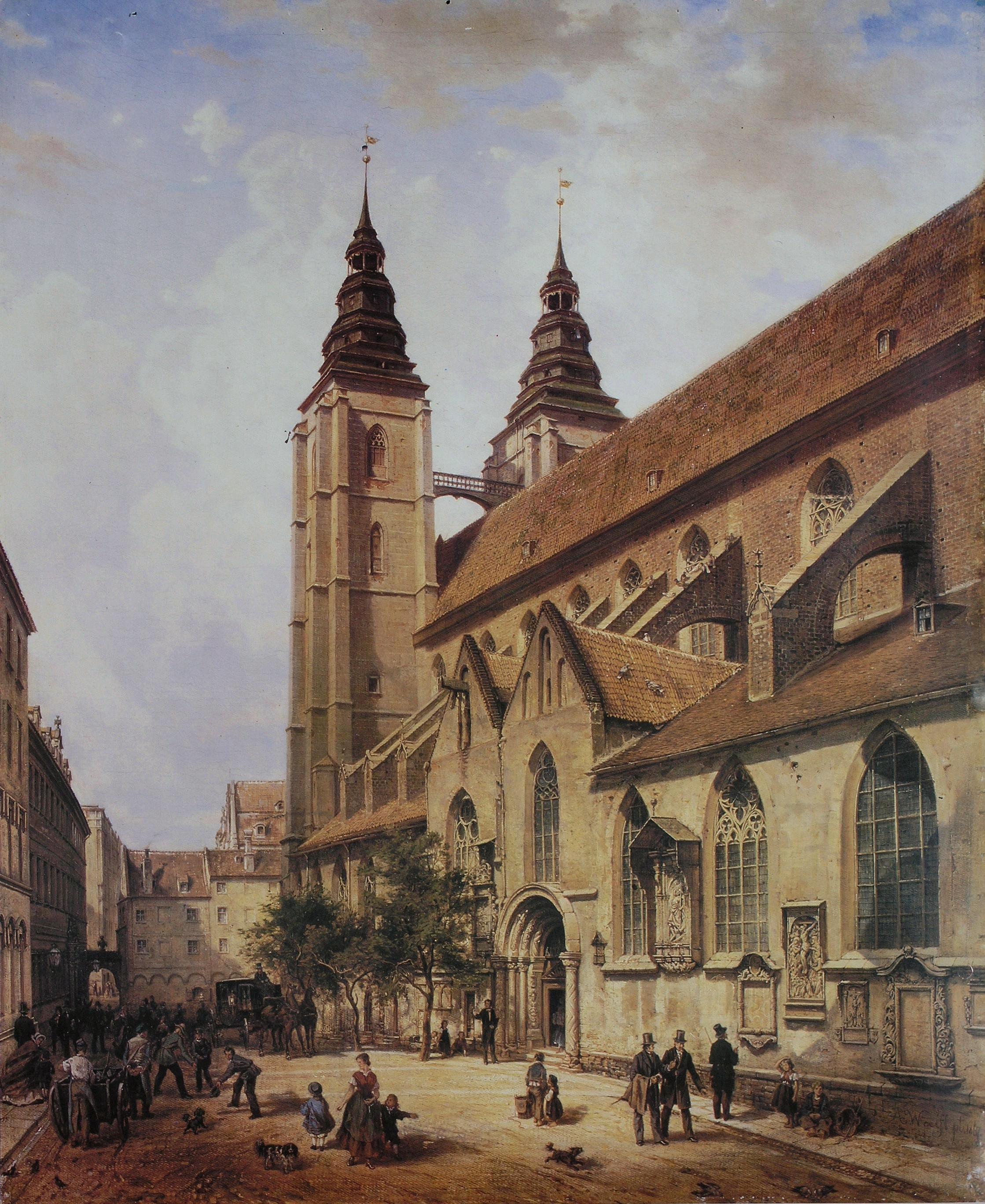
1867年

波兰弗罗茨瓦夫的瑪利亞瑪達肋納堂是一座哥特式教堂，位于Szewska街和Laciarska街之间，靠近中央集市广场，建于13世纪。目前是波兰公教会的主教座堂。正是在这里，举行了弗罗茨瓦夫的第一次福音布道活动。

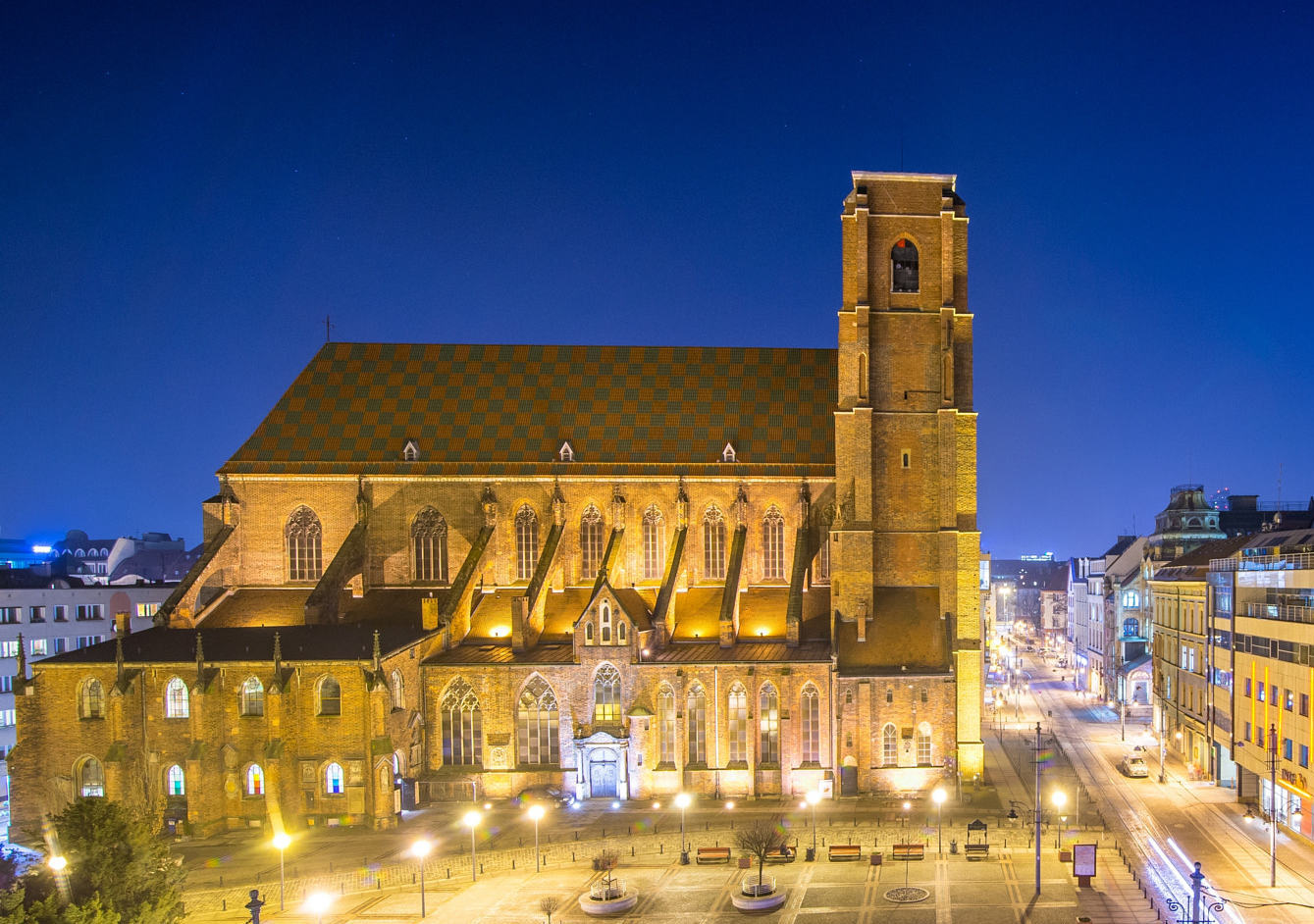

第二次世界大战期间，该教堂严重受损。1945年，传说中的罪人钟，西里西亚最大的钟，也被摧毁。1947年-1953年教堂重建。 
此堂最珍贵的文物是罗曼式大门，可以追溯到12世纪，来自于埃尔布隆格河上的一个本笃会修道院。
连接两塔的桥称为“巫婆桥”（Mostek Czarownic）。传说在桥上见到的人影是女孩的灵魂，常常勾引男人不想结婚，害怕家务。事实上阴影代表手中拿扫帚的妇女。

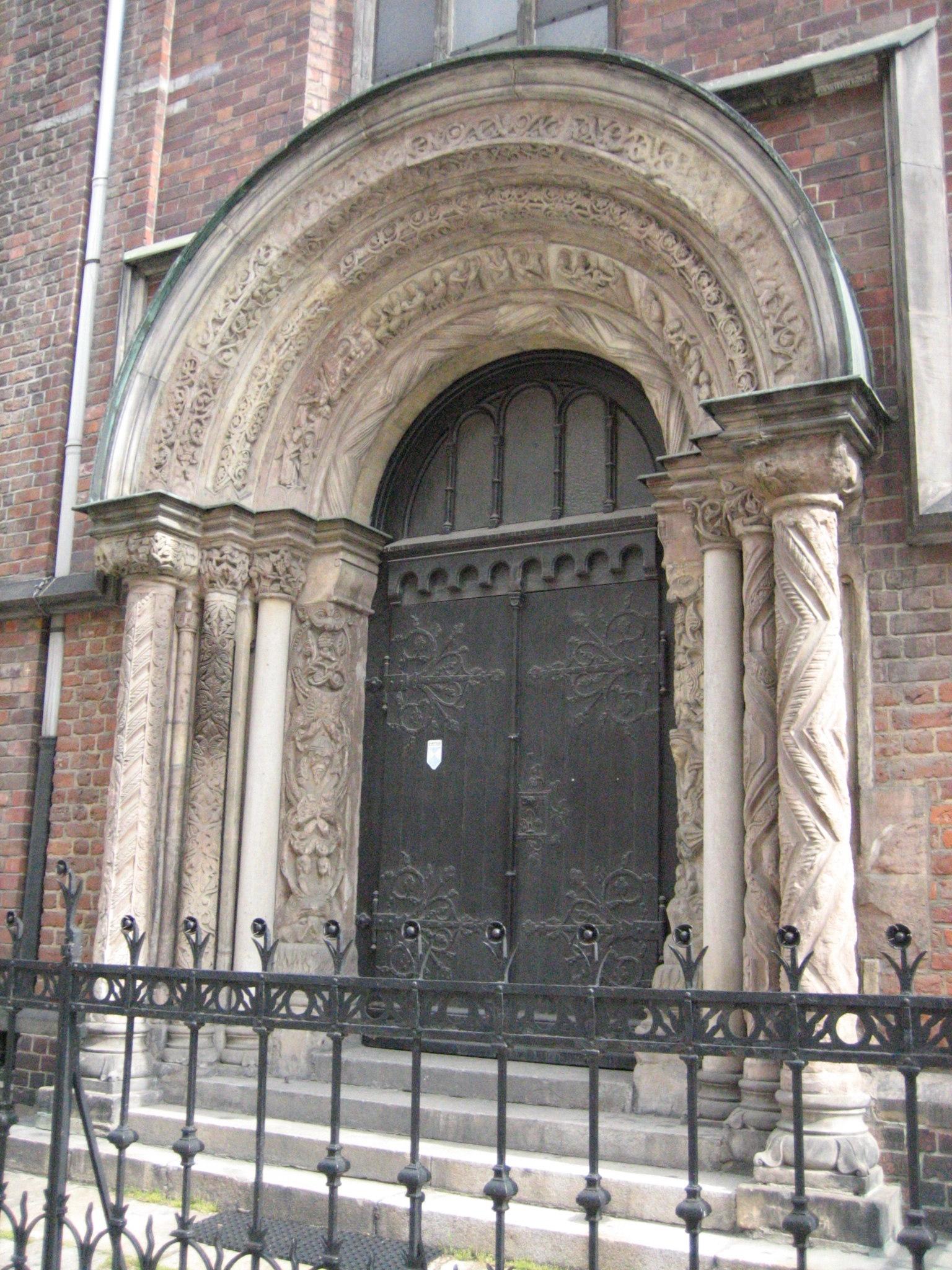
罗曼式大门

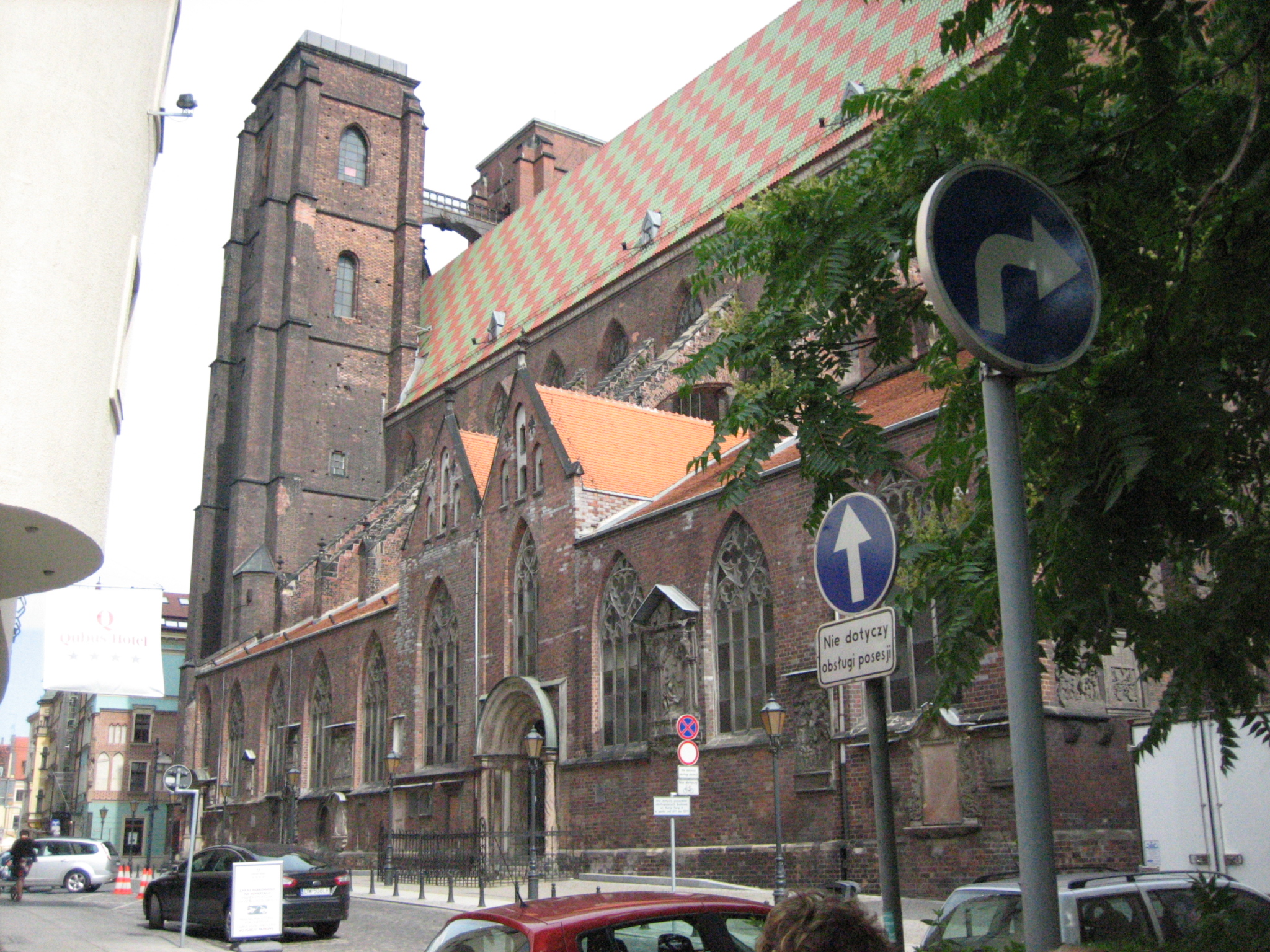